# Mary Onyali-Omagbemi

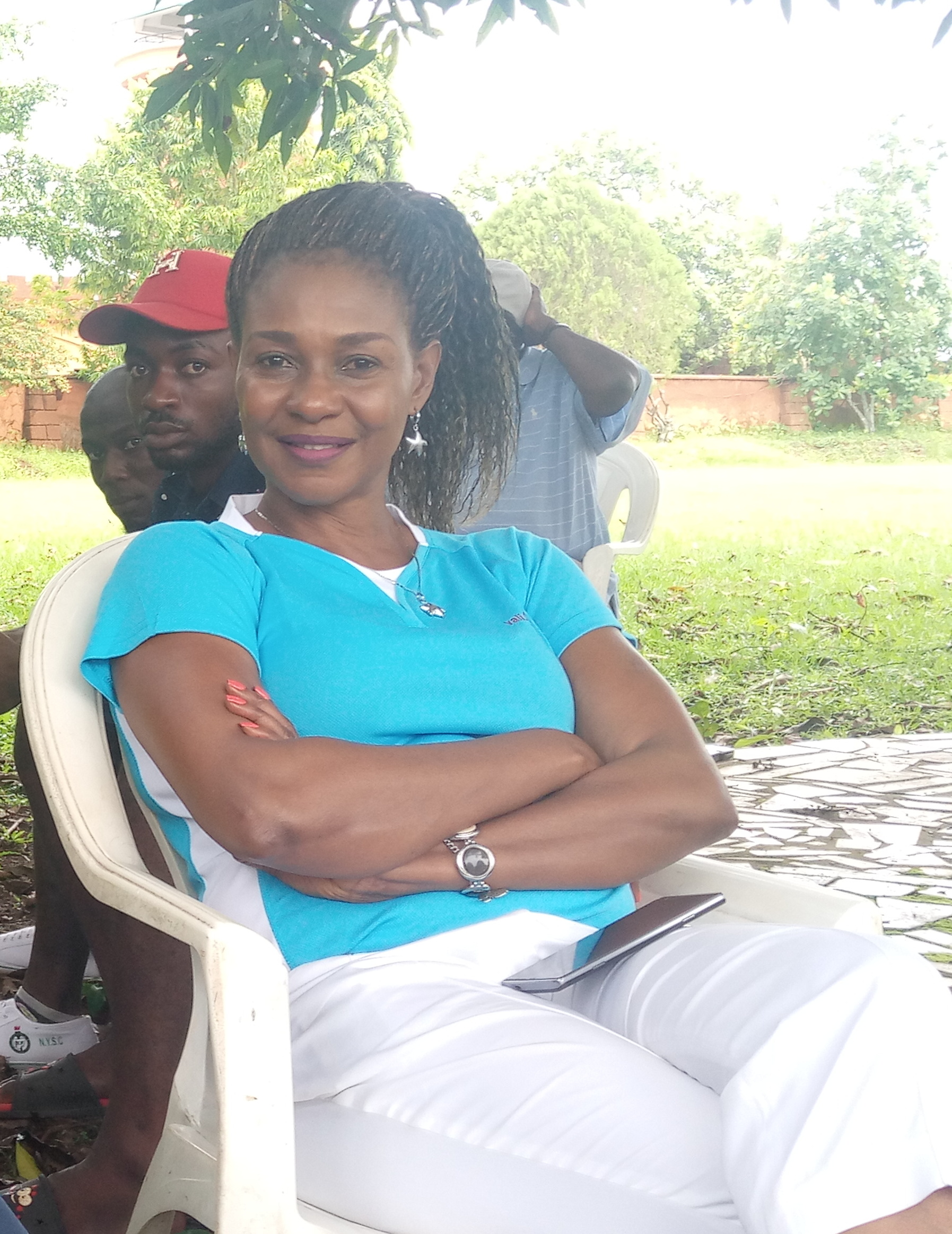
Mary Onyali-Omagbemi, 2017

Mary Onyali-Omagbemi (geborene Onyali; * 3. Februar 1968 in Gongola) ist eine ehemalige nigerianische Sprinterin. Sie war 1992 Olympiadritte mit der 4-mal-100-Meter-Staffel und 1996 im 200-Meter-Lauf.

## Leben
Sie hat sich durch ihre sportlichen Erfolge in ihrer Heimat einen Namen gemacht, wo sie die „Nigerianische Königin des Sprints“ genannt wird. Aufgewachsen ist sie in einer Familie ohne Vater, der diese verlassen hatte, zusammen mit ihrer Mutter und drei jüngeren Geschwistern, für die sie während ihrer Jugend zu sorgen hatte, wenn die Mutter zur Arbeit ging. Diese legte großen Wert auf eine gute Ausbildung für Mary. Diese begann schon in der Schule, sich für Sport, hauptsächlich Weit- und Hochsprung, zu interessieren.
Nach dem Übertritt in die High School weitete sie ihre sportlichen Interessen aus. Von den sozialen Normen, einer frühen Heirat und Familie, wollte sie nichts wissen, denn sie wollte unbedingt studieren. Da ihre Familie aber nicht in der Lage war, ihr ein Studium zu finanzieren, beschloss sie, über ein Sportstipendium in den USA zu studieren. Bei den Junioren-Meisterschaften in Nigeria zeigte sie eine akzeptable Leistung, versagte aber zweimal in Folge bei internationalen Auftritten. Nach ihrer Rückkehr erkannte auch der sportliche Direktor von Lagos, ihr späterer Schwiegervater James Omagbemi, ihre Veranlagung und vermittelte ihr ein Stipendium der Universität von Texas, wo sie von 1985 bis 1990 studierte.
Beim 200-Meter-Lauf der Olympischen Spiele 1988 in Seoul konnte sie sich trotz einer Zeit von 22,52 s nicht für den Endlauf qualifizieren. Erst 1989 konnte sie sich in internationalen Wettkämpfen behaupten und gewann 1991 bei den Panafrikanischen Spielen die Goldmedaille im 100-Meter-Lauf.
Bei den Olympischen Spielen 1992 in Barcelona konnte sie über 100 und 200 Meter nicht in die Medaillenränge vordringen, gewann aber die Bronzemedaille in der 4-mal-100-Meter-Staffel zusammen mit ihren Teamkolleginnen Beatrice Utondu, Faith Idehen und Christy Opara-Thompson. Bei den Weltmeisterschaften 1993 in Stuttgart wurde sie jeweils Fünfte über 100 und 200 Meter, bei den Weltmeisterschaften 1995 in Göteborg belegte sie den siebten Platz über 100 Meter und den sechsten über 200 Meter.
Im Februar 1996 wurde Onyali positiv auf Ephedrin getestet und für drei Monate gesperrt. Im Sommer gelang es ihr bei den Olympischen Sommerspielen in Atlanta, über 200 m die Bronzemedaille zu gewinnen, hinter Marie-José Perec (FRA) und Merlene Ottey (JAM).
Nach einer Babypause nahm sie an den Olympischen Sommerspielen 2000 und Olympischen Sommerspielen 2004 teil, scheiterte aber schon in den Vorläufen.
Heute betreibt sie mit ihrem Mann Victor Omagbemi, dem Afrikameister von 1992 über 100 und 200 Meter, ein Sportgeschäft in Lagos. Darüber hinaus ist sie Athletenbotschafterin der Entwicklungshilfeorganisation Right to Play.

## Persönliche Bestzeiten
- 100 m: 10,97 s, 15. August 1993, Stuttgart
- 200 m: 22,07 s, 14. August 1996, Zürich